# الکساندر ماموت
الکساندر ماموت (انگلیسی: Alexander Mamut؛ زادهٔ ۲۹ ژانویهٔ ۱۹۶۰) بازرگان، نیکوکار، سرمایه‌گذار و بانکدار اهل روسیه است.